# Rittergut Poggemühlen
Das ehemalige Rittergut Poggemühlen bei Oese in der niedersächsischen Gemeinde Basdahl, Ortsteil Poggemühlen, wurde im 16. Jahrhundert als Wasserburg errichtet und danach zu einer Gutsanlage umgebaut. Aktuell (2025) wird sie zum Wohnen, landwirtschaftlich und als Veranstaltungsort mit Restaurant genutzt.
Die Gebäude stehen unter Denkmalschutz (siehe auch Liste der Baudenkmale in Basdahl).

## Geschichte und Beschreibung
Die Gemeinde wurde 1297 als Bodesdal benannt. Sie gehört seit 1974 zur Samtgemeinde Geestequelle im Landkreis Rotenburg (Wümme).
In Poggemühlen wurde die ehemalige Wasserburg als Sitz der Adelsfamilie von Issendorff errichtet, nachdem ihr Sitz auf der Seeburg bei Karlshöfen um 1394 durch das Erzbistum Bremen zerstört worden war. Die Familie hatte in der Gegend und an verschiedenen anderen Orten Besitzungen. Familienmitglieder waren u. a. als Offiziere in hannoverschen, dänischen, sächsischen, mecklenburgischen und preußischen Diensten sowie als Gutsherren tätig.
Die Gutsanlage Poggemühlen wird von einem rechteckigen Graben umschlossen und besteht aus
- dem zweigeschossigen siebenachsigen Herrenhaus von 1585 (Inschrift) in Backstein mit dem Küchenanbau, mit scheinsymmetrischer Fassade, Sandsteintafel mit Allianzwappen, pfannengedecktem Satteldach; Modernisierung mit neuen Fenstern und zweiflügeliger Eingangstür mit Oberlicht in der ersten Hälfte des 19. Jahrhunderts,
  - Anbau nordwestlich und rechtwinklig zum Haupthaus als eingeschossiges Fachwerkhaus von 1933 mit pfannengedecktem Satteldach; Architekt: Jürgen Freiherr von Wangenheim (Wunstorf),[2]
- dem eingeschossigen giebelständigen Wohnhaus (Kavaliershaus) auf Sockel von um 1800 in Fachwerk, mit Steinausfachungen und pfannengedecktem Satteldach,[3]
- dem Gutsgarten, der schon seit dem 16. Jahrhundert besteht und heute geprägt ist durch den bis zu 250 Jahre alten Baumbestand und eine weite Rasenaue,[4]
- der rechteckig angelegten Graft (Wassergraben) um das Herrenhaus und den Wirtschaftshof,[5]
- und einer zweireihigen Lindenallee, die axial auf das Gutshaus zuführt[6]
- sowie dem nicht denkmalgeschützten früheren Kuhstall am dreiseitigen Hof als umgebautes Wohn- und Wirtschaftsgebäude, ein umgebautes Zweiständer-Hallenhaus in Fachwerk mit ziegelgedecktem Krüppelwalmdach mit diversen Schleppgauben und einer überformten Grooten Door, seit 2000 auch Veranstaltungsort und Restaurant
- und einer neueren Scheune mit flachem Satteldach sowie Längs- und Quereinfahrten zum Hof.

1771 wurde das Gut an Arnold Spilcker verkauft, dann an von Göben, von Freese und Lührs. 1927 erwarben Curt von Schwarzkopf und seine Frau, eine geborene von Issendorff, das Rittergut.
Das Gut wird land- und forstwirtschaftlich genutzt. Die Familie bewohnt das Haupthaus und das Nebengebäude. Die nächste Generation lebt im sogenannten Kavaliershaus. Eine vollständige Sanierung des Kuhstalls und der Umbau in ein Restaurant und Veranstaltungsort fand 1999/2000 statt.
Das Landesdenkmalamt befand u. a.: „…  Das heutige Herrenhaus ist ein Nachfolgebau dieser Burg … .“